# Drien Kipah
Drien Kipah is een bestuurslaag in het regentschap Aceh Barat Daya van de provincie Atjeh, Indonesië. Drien Kipah telt 451 inwoners (volkstelling 2010).